# Borek (Wola Filipowska)
Borek – część wsi Wola Filipowska w Polsce, położona w województwie małopolskim, w powiecie krakowskim, w gminie Krzeszowice. Położona po południowej stronie linii kolejowej nr 133.
W latach 1975–1998 Borek administracyjnie należał do województwa krakowskiego.